# Contadino
Contadino és una pintura sobre tela feta per Ramon Tusquets Maignon aproximadament el 1886 i que es troba conservada actualment a la Biblioteca Museu Víctor Balaguer, amb el número de registre 3829 d'ençà que va ingressar el 26 de juliol de 1886, provinent la col·lecció privada de l'autor de l'obra.	

## Descripció
Retrat d'un contadino, un personatge típic de la Itàlia popular i rural del segle xix. Es tracta del bust d'un home amb barba canosa i cabells desordenats, d'edat avançada, tocat amb un mocador groc al cap, i amb el cos tapat amb una mena de manta vermella. Gira el cap lleument a la seva dreta. Personatge d'expressió viva. Fons neutre de tonalitats verd-blavoses.	

## Inscripció
Al quadre es pot llegir la inscripció R.Tusquets; 188....	